# توماس فاسبرغ
توماس فاسبرغ (Thomas Wassberg) هو لاعب أولمبي لرياضة تزلج ريفي من السويد. شارك في الأولمبياد الشتوي في 1980–1988، وفاز بما مجموعه 4 ميداليات.

## الميداليات
| ذهب | فضة | برونز | المجموع |
| 4   | 0   | 0     | 4       |

## روابط خارجية
- توماس فاسبرغ على موقع IMDb (الإنجليزية)
- توماس فاسبرغ على موقع الاتحاد الدولي للتزلج (التزلج الريفي) (الإنجليزية)
- توماس فاسبرغ على موقع اللجنة الأولمبية الدولية (الإنجليزية)
- توماس فاسبرغ على موقع أوليمبيديا (الإنجليزية)
- توماس فاسبرغ على موقع اللجنة الأولمبية السويدية (السويدية)